# Neutralisationswärme
Als Neutralisationswärme {\displaystyle \Delta Q} beziehungsweise Neutralisationsenthalpie {\displaystyle \Delta H} bezeichnet man die Reaktionsenthalpie, die bei der stark exothermen Reaktion einer Neutralisation frei wird. Physikalisch unterscheidet die Wärme von der Enthalpie, dass die Reaktionsbedingungen im ersten Fall isochor (bei gleichbleibendem Volumen) und im zweiten Fall isobar (bei gleichbleibendem Druck) sind. Für Neutralisationsreaktionen in wässriger Lösung ist die Unterscheidung nicht von Bedeutung, da diese sowohl isochor als auch isobar ablaufen.
Die Neutralisationsenthalpie von Hydroxid- und Oxoniumion beträgt {\displaystyle \Delta H=-57{,}3\,\mathrm {\tfrac {kJ}{mol}} }. Für Paare starker Säuren und Basen, die in wässriger Lösung vollständig dissoziiert vorliegen, ist dieser Wert eine gute Abschätzung, da die zusätzliche Reaktionsenthalpie des korrespondierenden schwachen Säure-Base-Paares vernachlässigt werden kann.